# Reiseleiter
Reiseleiter (englisch Tour leader) sind im Tourismus Berufe, die das Bindeglied zwischen Reiseveranstalter, Reiseziel und Reisenden darstellen und sich mit der Organisation und Durchführung einer Reise befassen.

## Allgemeines
Reiseleiter erfüllen im Massentourismus eine wichtige Funktion. Sie sind am Reiseziel zuständig für die Betreuung entweder von bereits konkret feststehenden Reisegruppen oder einer Vielzahl von ständig wechselnden Touristen. Sie arbeiten zusammen mit Touristen, Reiseveranstaltern und Leistungsträgern vor Ort (Beförderungsunternehmen, Hotels). Der Reiseleiter unterscheidet sich vom Fremdenführer dadurch, dass letzterer ausschließlich touristisches Wissen vermittelt, während der Reiseleiter die gesamte Organisation der Reise bis hin zur Annahme und Abhilfe von Reisemängeln übernimmt.

## Geschichte
Dem im 2. Jahrhundert lebenden griechischen Schriftsteller Pausanias wird nachgesagt, dass er für Fremdenführer alles Wissenswerte über griechische Stätten und Denkmäler zusammengestellt hatte. Im aufkommenden Christentum entwickelten sich die Wallfahrten zum wichtigsten Reisemotiv für Pilger, wobei Männer aus dem Klerus die Reiseleitung übernahmen. Die Renaissance kannte Karl Philipp Moritz zufolge die reichen Kavaliere (italienisch da Milordo) und die eher sparsam eingestuften Geschäftsreisenden (italienisch alla mercantile, „wie ein Kaufmann“; heute englisch Economy Class), erstere begleitete auf ihren Bildungsreisen ein Reisemarschall. Nach der Erstbesteigung des Mont Blanc (August 1786) entwickelte sich im August 1787 die Tätigkeit des Bergführers, als der Erstbesteiger Jacques Balmat einen Wissenschaftler zum Gipfel führte. August Ludwig von Schlözer hielt im Wintersemester 1795/1796 in Göttingen erste Vorlesungen über Tourismus und erwähnte örtliche Fremdenführer in Italien, die sich auf die Antike spezialisierten. In der Gründerzeit spezialisierten sich einige Reiseführer zu Museumsführern oder Schlossführern.
Im Nationalsozialismus übernahmen „Reiseführer“ wichtige Propaganda-Aufgaben. In der Organisation „Kraft durch Freude“ (KdF) sah man Reiseleiter und Fremdenführer als wichtige Träger der fremdenverkehrspolitischen Aufklärungs- und Propagandaarbeit. So berichteten Zeitungen, dass Reiseführer jene Betriebe hervorhoben, die den reichsdeutschen Reisenden „nicht nur als Gast, sondern auch als Volksgenossen“ betrachteten.
Durch den ab 1961 einsetzenden Massentourismus verstärkte sich die Anzahl und Funktion der Reiseleiter vor allem wegen hoher Touristenzahlen und zunehmender Organisationsprobleme.

## Rechtsfragen
Reiseleiter sind typisch für Pauschalreisen. Sie vertreten am Urlaubsort den dort meist nicht selbst präsenten Reiseveranstalter, so dass Reisende einen Reisemangel gemäß § 651o BGB stellvertretend unverzüglich dem Reiseleiter anzuzeigen haben. Reiseleiter können als Standortreiseleiter beim Reiseveranstalter angestellt sein oder als Freiberufler eine Vollmacht vom Reiseveranstalter für dessen reiserechtliche Vertretung als Repräsentant erhalten. In beiden Fällen gelten sie als Erfüllungsgehilfen gemäß § 278 BGB, denn sie werden mit Wissen und Wollen des Reiseveranstalters bei der Erfüllung seiner Verpflichtungen aus dem Reisevertrag tätig, wobei hierfür Haupt- und Nebenleistungspflichten ebenso wie bloße Schutzpflichten nach § 241 Abs. 2 BGB in Frage kommen.

## Qualifikation
Das CEN hat im November 2011 einige touristische Begriffe festgelegt und unter der Europäischen Norm EN 13809 eine Ausarbeitung über „Tourismus-Dienstleistungen. Reisebüros und Reiseveranstalter“ veröffentlicht. Danach ist Reiseleiter eine Person, die im Auftrag des Reiseveranstalters den Reiseablauf leitet und beaufsichtigt und dabei sicherstellt, dass das Programm gemäß dem Vertrag zwischen Reiseveranstalter und reisenden Kunden durchgeführt wird, und die örtliche praktische Informationen gibt. Dabei hatte die Kommission festgestellt, dass die ihr vorgelegten Probleme im Zusammenhang mit der Dienstleistungsfreiheit in vielen Fällen auf die Verwechslung der zwei unterschiedlichen, sich jedoch ergänzenden Berufe Reisebegleiter und Fremdenführer zurückzuführen waren. In diesem Zusammenhang verwies sie darauf, dass das Berufsprofil des Reisebegleiters nicht mit dem des Fremdenführers verwechselt werden darf. Gäste-/Fremdenführer sind der CEN zufolge Person, die Besucher in der Sprache ihrer Wahl führen und das kulturelle und natürliche Erbe eines Gebiets erläutern, und normalerweise über eine gebietsspezifische Qualifikation verfügen, die üblicherweise von der zuständigen Behörde ausgegeben und/oder anerkannt wird. Der Reisebegleiter ist demnach Repräsentant eines Reiseveranstalters zur allgemeinen Betreuung von Reisenden.
Der Reiseleiter ist in Deutschland ein Beruf ohne Berufsbild. Der Klassifikation der Berufe aus dem Jahre 2010 zufolge gehört die Gruppe der Reiseleiter und Fremdenführer zu den kaufmännischen Dienstleistungen. Sie betreuen Reisegruppen während einer Reise oder am Zielort, übernehmen organisatorische Aufgaben, sind die direkten Ansprechpartner der Reisenden und vermitteln Informationen über Länder und Sehenswürdigkeiten. Zu ihren Aufgaben, Tätigkeiten, Kenntnissen und Fertigkeiten gehören üblicherweise:
- Reisegruppen während der gesamten Reise betreuen, z. B. die Zimmerverteilung, Transportmittel oder Ausflüge organisieren;
- Beschwerden und Anregungen entgegennehmen und Probleme lösen, z. B. einen Zimmerwechsel organisieren, Konflikte lösen;
- Informationen über Geschichte, Tradition und Besonderheiten eines Ortes oder einer Region zur Verfügung stellen bzw. vermitteln;
- Zielorte für Führungen zu historischen, kunsthistorischen oder Orten des alltäglichen oder kulturellen Lebens auswählen bzw. aufsuchen;
- Führungen vorbereiten und durchführen, Konzepte für Vorträge unter Berücksichtigung politischer, wirtschaftlicher, gesellschaftlicher und kultureller Besonderheiten erstellen.

Diese Aufgaben können sich je nach Anforderung noch erweitern.
In einigen Ländern, z. B. in Deutschland, Österreich und der Schweiz, werden von verschiedenen Institutionen Lehrgänge angeboten. Diese reichen von Tagesseminaren bis hin zu mehrmonatigen Kursen und schließen üblicherweise mit Diplomen ab. Entsprechend der Berufsanerkennungsrichtlinie müssen alle EU-Mitgliedstaaten solche Zertifikate anerkennen, vorgeschrieben sind sie für die Tätigkeit als Reiseleiter aber nicht. Seit einigen Jahren gibt es auch für Erst- und Quereinsteiger viele private Weiterbildungsanbieter, die in unterschiedlichen Seminaren mit verschiedenen Zertifikaten dieses Berufsbild anbieten. Dabei ist die Dauer dieser Seminare sehr unterschiedlich. Seit 2000 gibt es auch das IHK-Zertifikat „Reiseleitung“, das jedoch nicht bundeseinheitlich angeboten wird.

## Standortreiseleiter
Der Standortreiseleiter ist der im Zielgebiet stationierte weisungsgebundene Vertreter eines Veranstalters von Aufenthaltsreisen. Zu seinen Aufgaben zählen:
- der Empfang der Urlauber am Zielort,
- die Assistenz beim Transfer der Gäste vom Bahnhof, Hafen oder Flughafen zu ihren Unterkünften,
- die Erteilung von Erstinformationen während dieses Transfers,
- die Durchführung von Begrüßungstreffen, in deren Verlauf der Reiseleiter detaillierte Informationen über Land und Leute und über die Ausflugsangebote des Reiseveranstalters oder der mit ihm verbundenen örtlichen Reiseunternehmen erteilt,
- die Präsenz als Ansprechpartner in einer regelmäßigen Sprechstunde, in der Fragen der Reisegäste beantwortet, eventuelle Probleme möglichst gelöst und Beschwerden entgegengenommen werden, sowie Ausflüge oder Veranstaltungen für die Gäste gebucht werden.

## Reisebetreuer
Der Reisebetreuer begleitet für gewöhnlich die Gruppe auf der gesamten Reise und übernimmt die organisatorische Verantwortung vor Ort, etwa als Mittelsperson zu Hotels, Restaurants und örtlichen Führern. Die Abgrenzung zwischen Reisebetreuer und Reiseleiter findet sich in rechtlichen Auslegungen, z. B. der Gewerbeordnung in Österreich. So ist z. B. einem Reisebetreuer in Österreich nur der Hinweis auf Sehenswürdigkeiten gestattet, nicht jedoch weiterführende Erklärungen. Diese sind nur örtlichen Fremdenführern gestattet. Einem Reisebetreuer obliegen meist mehr organisatorische Aufgaben einer Reise und nicht die Information über Land und Leute.